# Országos Széchényi Könyvtár

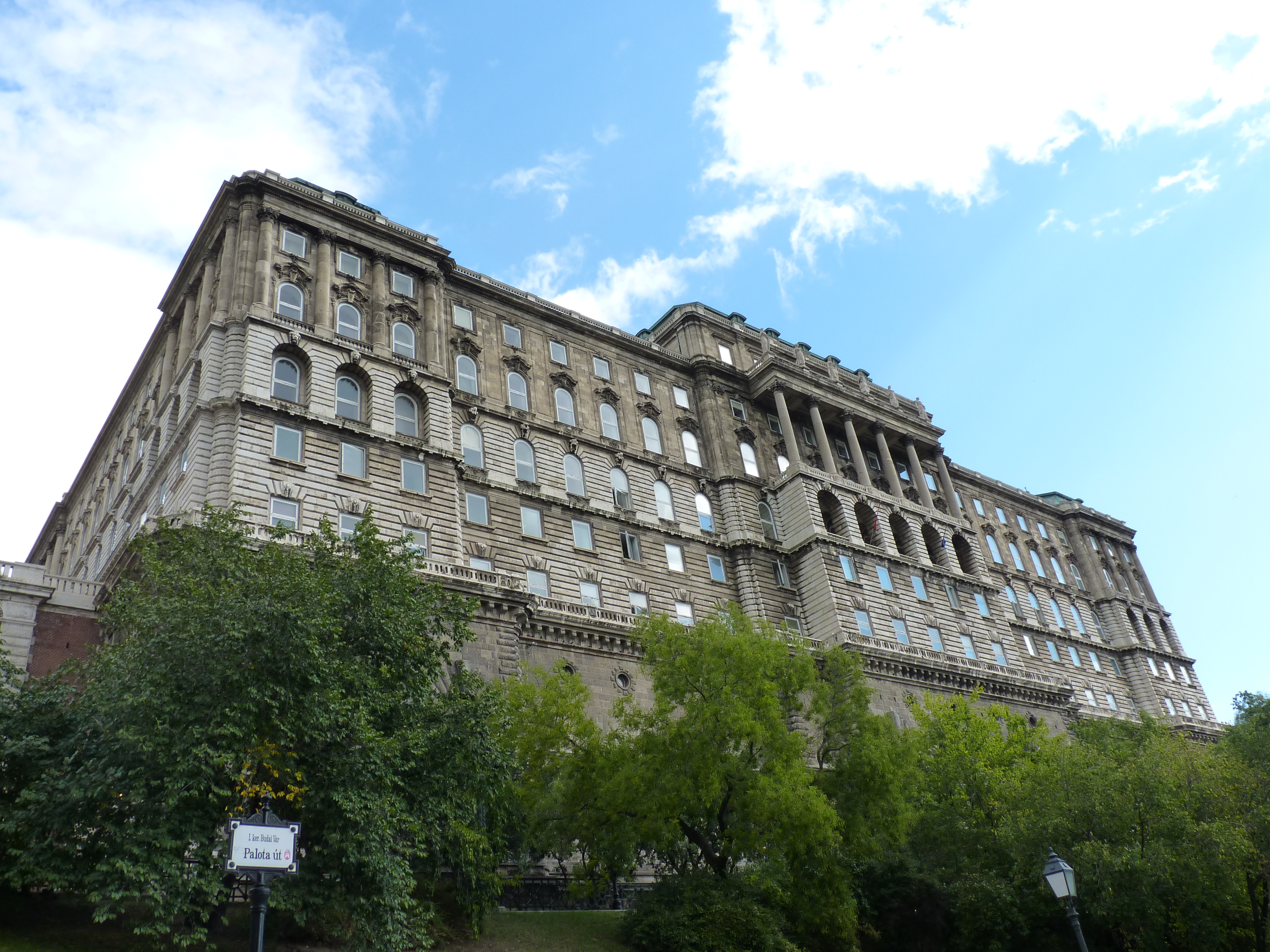
A könyvtár épülettömbje nappal

Az Országos Széchényi Könyvtár (rövidítve: OSZK) Magyarország nemzeti könyvtára. Feladata a magyar és magyar vonatkozású írott kulturális örökség gyűjtése, feldolgozása, megőrzése és hozzáférhetővé tétele a kéziratos kódexektől a nyomtatott dokumentumokon keresztül az elektronikus kiadványokig. 1802-től a Magyar Nemzeti Múzeum keretében, 1949-től tőle önállóan működött.
2024. július 1-től a Magyar Nemzeti Múzeum Közgyűjteményi Központ tagintézményeként működik.

## Története
A gróf Széchényi Ferenc által 1802. november 25-én megalapított első nemzeti közintézményünk, az Országos Széchényi Könyvtár mintegy 15 000 nyomtatott könyvet, 1200-nál több kéziratot, sok száz térképet, címereket, metszeteket tartalmazott, és – más bel- és külföldi tékák mintájára – érmegyűjteménnyel is rendelkezett. Alapítóokmánya másnap nyerte el a királyi megerősítést. 1803-ban Pesten nyitották meg a látogatók előtt. Az intézmény fenntartásához szükséges pénzügyi alap megteremtését a társadalom magára vállalta. Országgyűlési felhívásra a vármegyék és városok közönsége előbb önkéntes felajánlások, majd kötelező járulék formájában bocsátotta rendelkezésére a legszükségesebb összeget. Emellett számottevő segítséget jelentett egyes mecénások kisebb-nagyobb alapítványa is. Az összegyűlt tőkevagyonra támaszkodva, az 1808/VIII-as törvénycikkel az országos rendek életre hívták a Magyar Nemzeti Múzeumot, s az így újonnan létesített intézmény keretébe illesztették be a Széchényi Könyvtárat, mely ettől kezdve a Nemzeti Múzeum Országos Széchényi Könyvtára nevet viselte. A könyvtárról leválasztott érmegyűjtemény pedig idővel a múzeum egyik osztályának alapja lett.
A Magyar Nemzeti Múzeum klasszicista épületébe, amely a társadalmi áldozatkészség maradandó értékű tanúbizonysága, 1846–47 folyamán költöztek be a múzeumi osztályok és a könyvtár. 1949-ben Országos Széchényi Könyvtár néven az intézmény újra önálló lett. A rendelet a könyvtár új jogállása mellett rendeltetésével is foglalkozott. 
Az OSZK Várba költöztetése az 1950-es évek végén merült föl. 1960-tól kerek negyed évszázadon keresztül zajlott az építkezés, illetve a teljes állomány átköltöztetése. A könyvtár 1985 áprilisa óta a Budavári Palota F épületében látogatható (a nagyközönséget kiszolgáló főbejárata az oroszlános udvar felől közelíthető meg). „Az átalakítási munkák tervezése, sőt kivitelezése is haladéktalanul, már 1960-ban megkezdődött, és – az eredeti elképzelések és döntések szerint – az egész palotaépület teljes átépítését 1969-ig be kellett volna fejezni. Az építkezés azonban sajnálatosan elhúzódott, és az Országos Széchényi Könyvtár elhelyezésére szolgáló F épület, ami az egyes épületrészek befejezésének sorrendjében utolsónak maradt, végül is csak az 1983. év végére készült el, s a Könyvtár működését ott csak 1985 tavaszán kezdhette meg.”

## Állománya, gyűjteményei

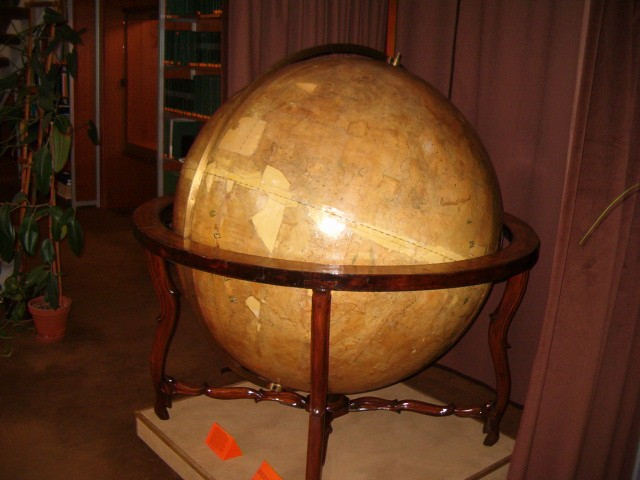
A Perczel-féle földgömb az OSZK Térképtárában

A kötelespéldány rendszer lehetővé teszi a könyvtár számára, hogy rendelkezésére álljon a magyar kiadványok legteljesebb gyűjteménye. A kiadókat utasítás kötelezi arra, hogy a megjelentetett műveikből ingyenes példányt bocsássanak a nemzeti könyvtár rendelkezésére. Az OSZK tehát minden Magyarországon megjelent nyomtatványból két kötelespéldányt kap, de gyűjt nem nyomtatott dokumentumokat is (kéziratok, hangzó anyag, flopilemez stb.), mindig szem előtt tartva speciális gyűjtőkörét. Az ennek keretébe tartozó dokumentumokat „hungarikum”-oknak nevezzük. A könyvtár gyűjti a finnugor nyelveket beszélő népcsoporttal, a szomszédos népekkel és országokkal kapcsolatos munkákat is.
A könyvtár 2006-ban nyolcmillió egységgel rendelkezik, ezekből több mint kétmillió a könyv, 300 000 az időszaki kiadvány (újságok és periodikumok), és közel egymillió a kéziratok száma. A térképek száma körülbelül 200 000, a képek és metszetek száma 270 870, a hangzó anyagok száma pedig 16 000. Ezen kívül körülbelül 2,5 millió plakát és aprónyomtatvány található a könyvtárban. Az állományban helyet kapott még 220 000 dokumentum mikrofilmmásolata is.
A kétmilliós könyvállomány olyan ritkaságokat is tartalmaz, mint az első Magyarországon nyomtatott mű, a Chronica Hungarorum, amelyet 1473-ban nyomtattak és adtak ki. A könyvtár rendelkezik a legtöbb régi magyar nyomtatvánnyal az országban, ezek az 1711 előtt megjelent könyvek, melyekből az Országos Széchényi Könyvtár Régi Nyomtatványok Tárában 8500 példányt őriznek. A régi nyomtatványok közül 1814 az ősnyomtatványok száma, ezek keletkezési ideje a könyvnyomtatás első évszázadára tehető. A könyvtárban található a magyar szerzők által írt művek legteljesebb gyűjteménye: például közel 600 kiadvány Petőfi Sándor műveiből és több mint 3000 kiadvány Jókai Mór munkáiból. Híres történelmi személyek, mint Kossuth Lajos vagy Madách Imre könyvtárai szintén értékes részei a könyvtárnak.
A könyvtár őrzi a legrégebbi magyar összefüggő szöveget, a Halotti beszédet, az első fennmaradt, ismert magyar verset, az Ómagyar Mária-siralmat, az első magyar törvénykönyv legrégebbi fennmaradt kéziratát (Decretum Sancti Stephani Regis), valamint 32 corvinát Mátyás király könyvtárából, Kölcsey Ferenc kézírásával a magyar Himnusz kéziratát, valamint számtalan Kossuth-, Petőfi-, Ady- és más kéziratot.
A bibliotéka honlapján számos leltárban és online archívumban kutató hasznos keresőszolgáltatás található, mint például a MEK, a NEKTÁR vagy a MOKKA.
2017-ben Magyar Örökség díjban részesült az Országos Széchényi Könyvtár restaurálólaboratóriumának pergamenkódex-restauráló eljárása.

## Vezetői
- Miller Jakab Ferdinánd (1803–1815)
- Horvát István (1815–1846)
- Mátray Gábor (1846–1875)
- Fraknói Vilmos (1875–1879)
- Majláth Béla (1879–1893)
- Szinnyei József (1893–1894)
- Fejérpataky László (1894–1919)
- Melich János (1920–1922)
- Hóman Bálint (1923)
- Lukinich Imre (1924–1929)
- Jakubovich Emil (1930–1934)
- Fitz József (1934–1945)
- Györke József (1945–1946)
- Tolnai Gábor (1946–1947)
- Varjas Béla (1948–1957)
- Jóború Magda (1958–1966)
- Sebestyén Géza (1966–1968)
- Jóború Magda (1968–1982)
- Zircz Péter (1982)
- Molnár Ferenc (1982–1984)
- Havasi Zoltán (1984–1986)
- Juhász Gyula (1986–1993)
- Poprády Géza (1993–1999)
- Monok István (1999–2009. december 31.)
- Sajó Andrea (2010. január 1. – 2013)
- Szemerei Péter (2013. szeptember 28. – 2014. február 7.) (mb. főigazgató)
- Káldos János (2014. február 7. – 2014. augusztus 12.) (mb. főigazgató)
- Tüske László (2014. augusztus 13. – 2019. augusztus 22.)
- Hammerstein Judit (2019. augusztus 23. – 2020. március 15. )[4] (megbízott főigazgató)
- Rózsa Dávid (2020. március 16. –)[5]